# Federazione cestistica del Mali
La Federazione cestistica del Mali è l'ente che controlla e organizza la pallacanestro in Mali.
La federazione controlla inoltre la nazionale di pallacanestro del Mali. Ha sede a Bamako e il presidente è Mahm Niang.
È affiliata alla FIBA dal 1961 e organizza il campionato di pallacanestro del Mali.